# عين زانة
عين الزانة بلدية جزائرية تقع في أقصى الشرق الجزائري، تتبع إداريا دائرة أولاد إدريس، وولاية سوق أهراس، تبعد حوالي 39 كيلومتر عن ولاية سوق أهراس، وتبعد حوالي 31 كيلومتر عن مدينة غار الدماء التونسية، وهي أقرب تجمع سكني تونسي بالنسبة لهذه البلدية.

## تاريخ

### حرب التحرير
تشتهر عين الزانة بأنها منطقة مجاهدة خلال ثورة التحرير الكبرى، كما تشتهر بمعركة عين الزانة المؤرخة في 14 جويلية 1959 والتي تعد أول عملية إستخدم فيها سلاح الإشارة بفعالية كبرى في ثورة التحرير.

## معرض صور

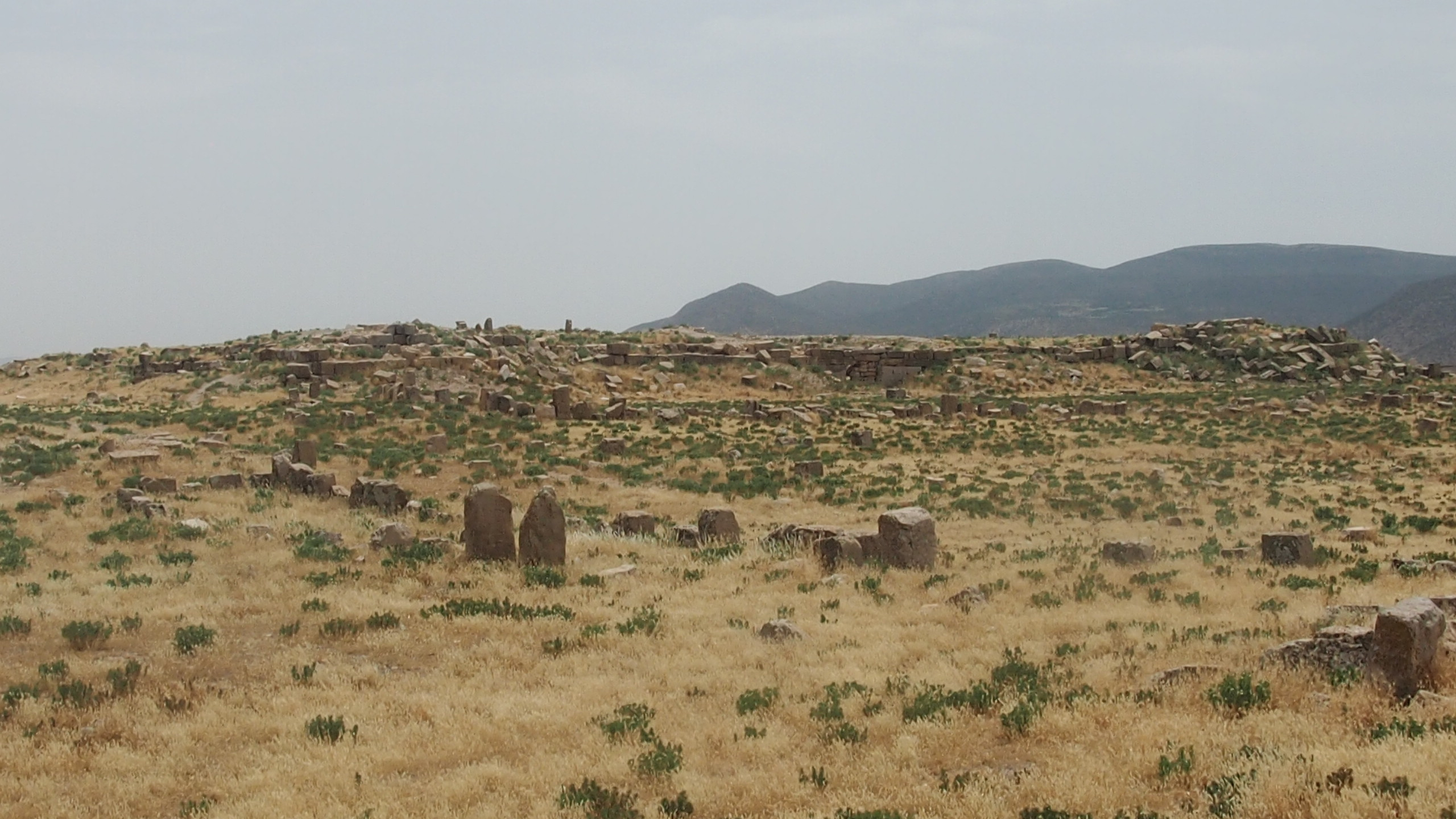
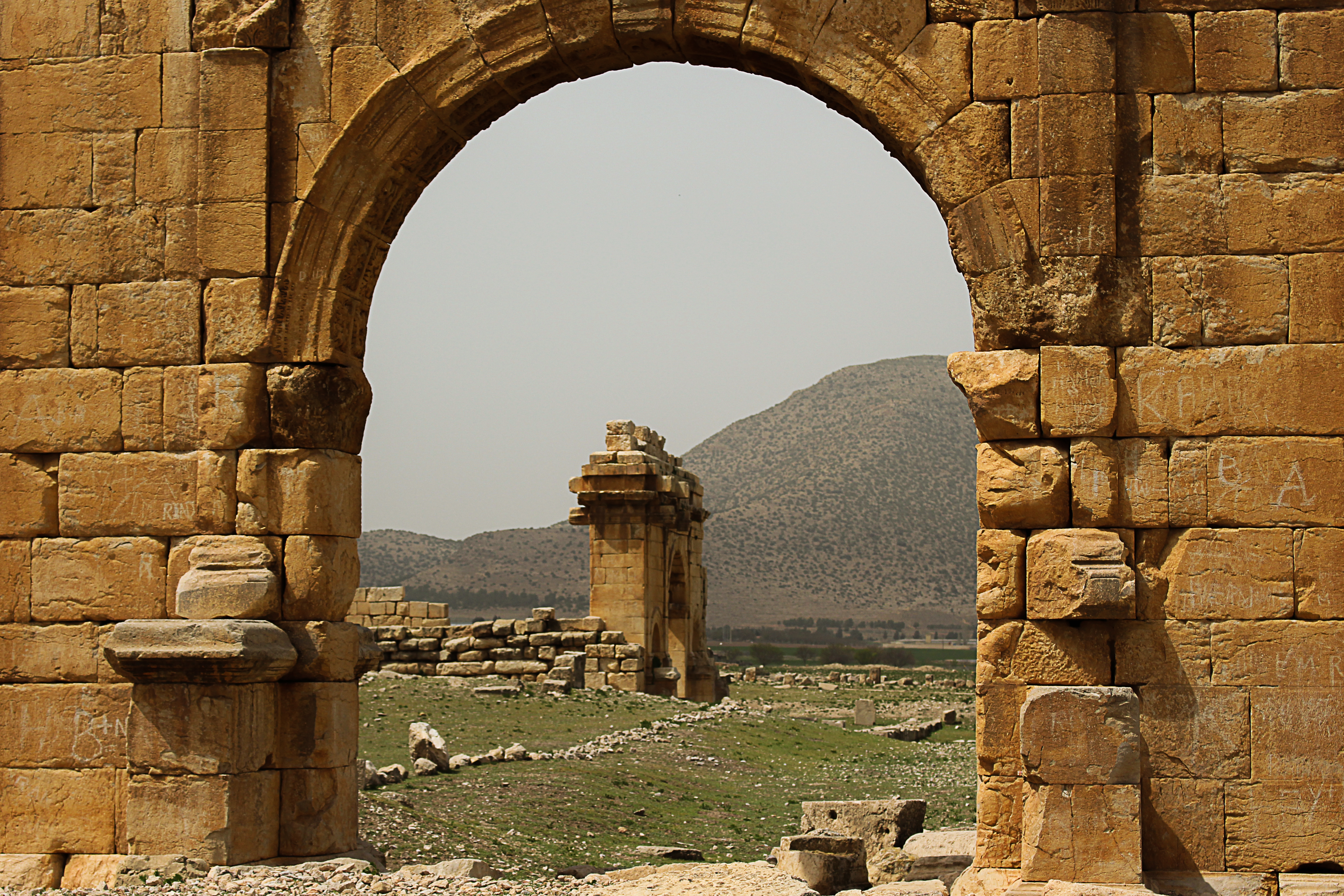
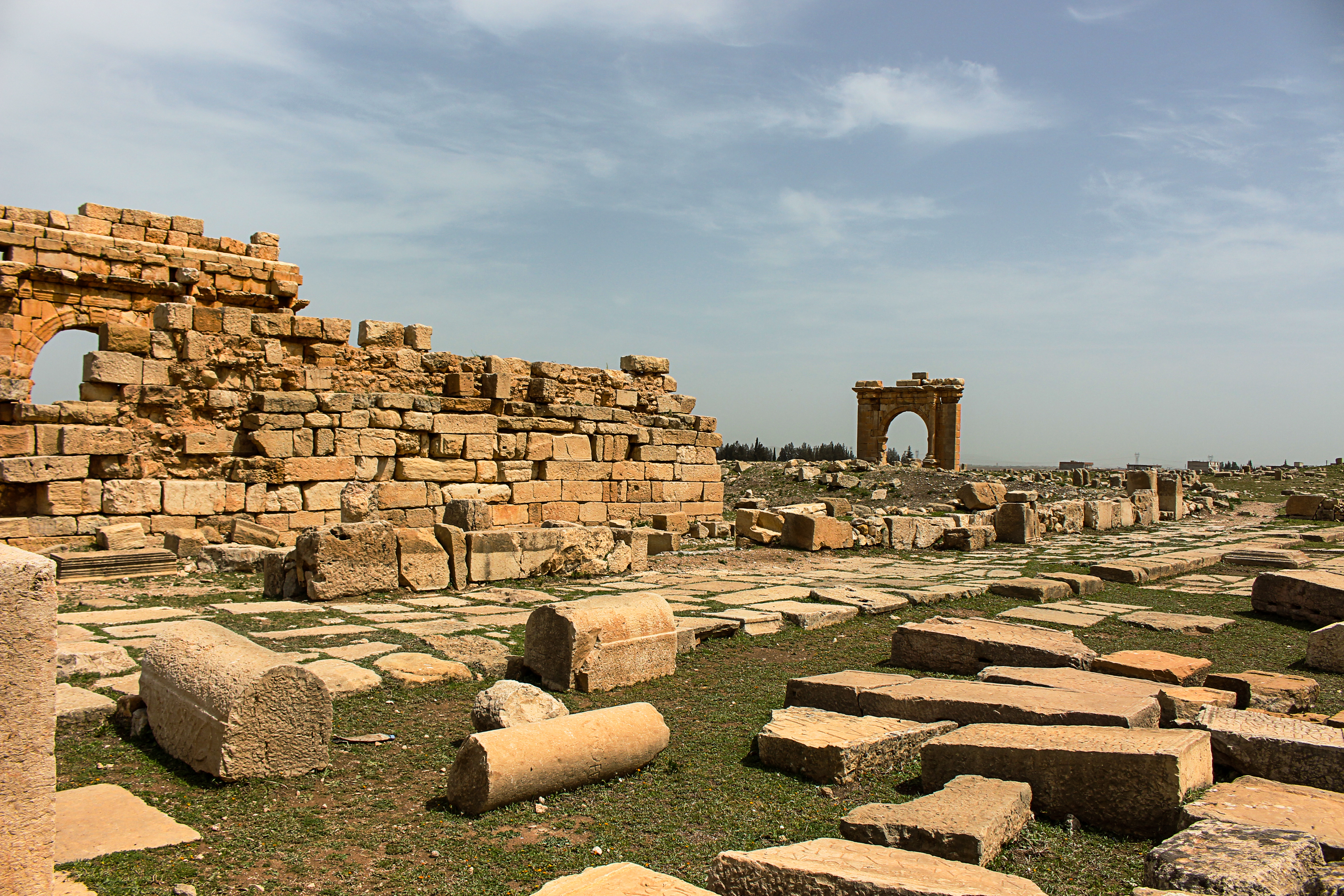
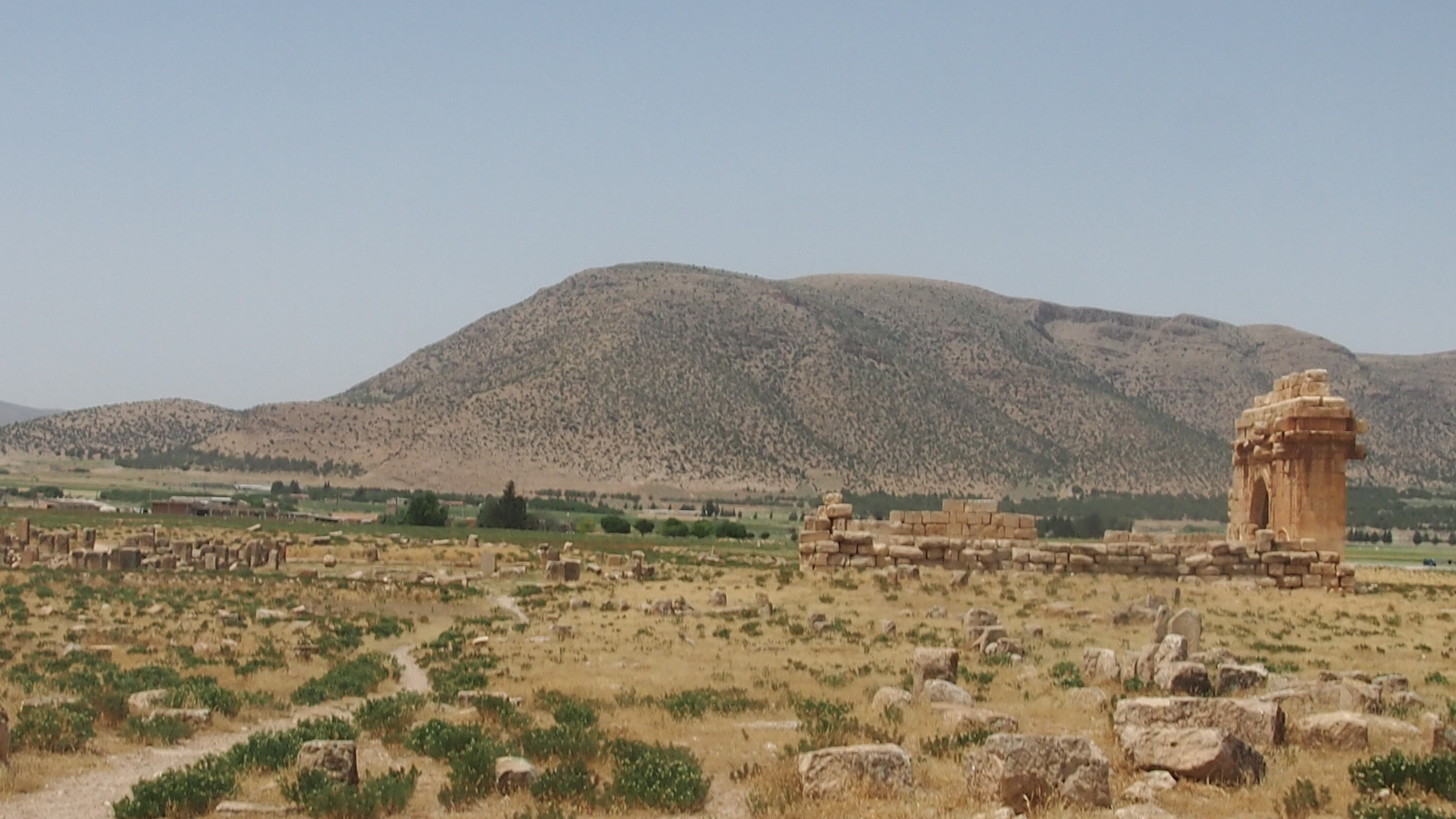
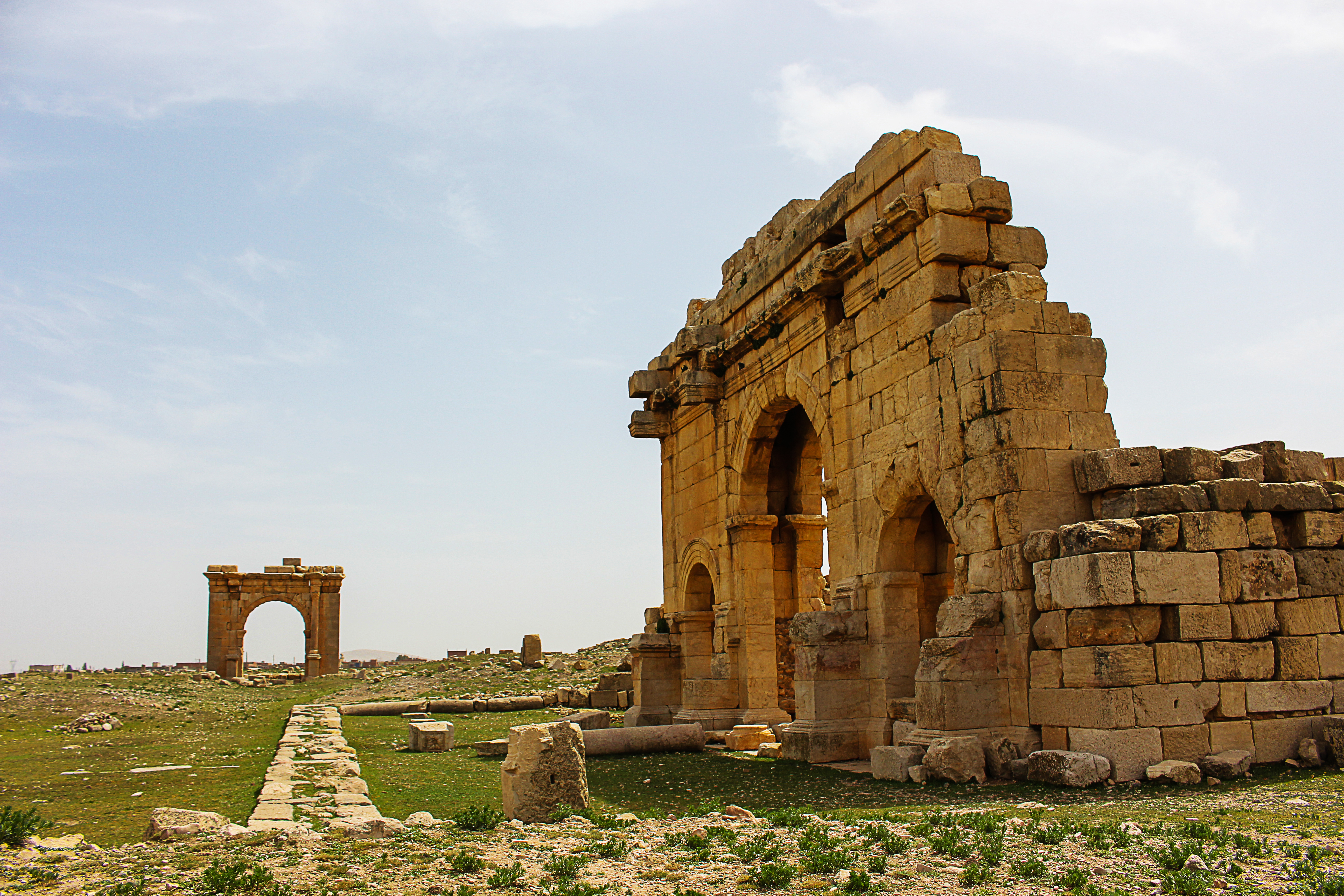

### مقالات ذات صلة
- غار الدماء

### روابط خارجية
- عين زانة